# Suraj N. Gupta
Suraj Narayan Gupta (* 1. Dezember 1924 in Haryana, Punjab, Britisch-Indien; † 4. Juli 2021 in West Bloomfield, Michigan) war ein indisch-US-amerikanischer theoretischer Physiker, der sich mit Quantenfeldtheorie beschäftigte.
Gupta promovierte 1951 an der Universität Cambridge (Masterabschluss 1946, St. Stephens College) und war 1948/9 am Institute for Advanced Study in Dublin. Er forschte auch am Argonne National Laboratory und am National Research Council von Kanada. Von 1951 bis 1953 war er als ICI-Fellow an der University of Manchester. In den Jahren 1953 bis 1956 hatte er eine Gastprofessur an der Purdue University und ab 1956 eine Professur an der Wayne State University in Detroit inne. Dort war er Distinguished Professor of Physics.
Gupta führte 1950 gleichzeitig mit und unabhängig von Konrad Bleuler das Gupta-Bleuler-Quantisierungsverfahren in die Quantenelektrodynamik (QED) ein, das die kovariante Lorentz-Eichbedingung über eine indefinite Metrik im Hilbertraum der Zustände realisiert. Von ihm stammen auch einige der ersten Versuche, die Gleichungen der Allgemeinen Relativitätstheorie aus der Quantenfeldtheorie für ein masseloses Spin-2-Teilchen (Graviton), das an einen erhaltenen Materie-Energie-Impuls-Tensor ankoppelt, abzuleiten. Ähnliche Arbeiten führten auch Robert Kraichnan in den 1940er Jahren durch (veröffentlicht erst 1955) und später in den 1960er Jahren Richard Feynman, Steven Weinberg. Später beschäftigte er sich mit verschiedenen Gebieten der Quantenfeldtheorie und Elementarteilchenphysik, u. a. der Quantenchromodynamik und dem Quarkonium.
Er war Fellow der American Physical Society und der Indian National Academy of Sciences.

## Schriften
- Quantum-Electrodynamics, Gordon and Breach 1977